# Peter Lougheed

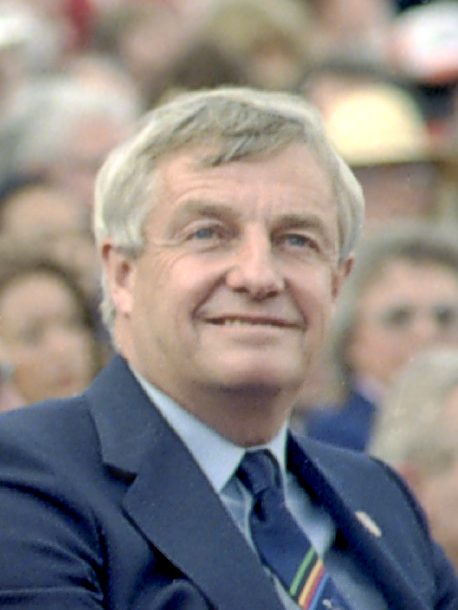
Peter Lougheed, 1983

Edgar Peter Lougheed (PC, CC, AOE, QC; * 26. Juli 1928 in Calgary, Alberta; † 13. September 2012 ebenda; üblicherweise Peter Lougheed genannt) war ein kanadischer Canadian-Football-Spieler, Rechtsanwalt und Politiker. Er war vom 10. September 1971 bis zum 1. November 1985 Premierminister der Provinz Alberta sowie von 1965 bis 1985 Vorsitzender der Progressive Conservative Association of Alberta.

## Studium und Beruf
Der Enkel von Senator und Innenminister James Alexander Lougheed wuchs in Calgary auf. Seine Mittelschulbildung erhielt er an der dortigen Central High School, wo er die Studierendenvertretung mitbegründete und deren erster Präsident wurde. Anschließend studierte er Recht an der University of Alberta, wo er 1950 den Bachelor of Arts (BA) und 1952 den Bachelor of Laws (LL.B) erwarb. Er war auch Präsident der Studierendenvertretung. Während seines Studiums spielte Lougheed Canadian Football für die Universitätsmannschaft Golden Bears, in den Saisons 1949 und 1950 auch für die Edmonton Eskimos.
1952 heiratete er Jeanne E. Rogers, mit der er vier Kinder hatte. 1954 schloss er an der Harvard University einen Studiengang als Master of Business Administration (MBA) ab. Lougheed erhielt 1955 die Zulassung als Rechtsanwalt und arbeitete in der Kanzlei Fenerty, Fenerty, McGillivray, Prowse, and Brennan in Calgary. Ab 1956 war er für das Bauunternehmen Mannix Corporation tätig und stieg zum Direktor auf.

## Provinzpolitik
Lougheed wurde 1965 zum Vorsitzenden der relativ unbedeutenden Progressive Conservative Association of Alberta gewählt, die damals nicht im Provinzparlament, der Legislativversammlung von Alberta, vertreten war. Er verband konservative Wirtschaftspolitik mit liberaler Gesellschaftspolitik und gab der Partei ein betont urbanes und modernes Image. Dadurch gelang es den Progressiv-Konservativen, innerhalb kurzer Zeit in den rasch wachsenden Großstädten Calgary und Edmonton Fuß zu fassen, während die seit über drei Jahrzehnten regierende, ländlich basierte Social Credit Party of Alberta kaum auf die zunehmende Bedeutung der Städte reagierte.
Im Mai 1967 wurde Lougheed zum Abgeordneten des Wahlkreises Calgary West gewählt und war in den vier darauf folgenden Jahren Oppositionsführer. Viermal in Folge gelang ihm die Wiederwahl.

## Premierminister
Bei den Wahlen im August 1971 konnten die Progressiv-Konservativen um über 20 Prozent zulegen, wurden zur stärksten Partei und stellten erstmals die Regierung. Am 10. September trat Lougheed das Amt des Premierministers an. Seine Regierung wurde 1975, 1979 und 1982 jeweils mit absoluter Mehrheit bestätigt. Sie erhöhte die Steuern für Unternehmen der boomenden Erdölindustrie und investierte die stetig steigenden Einnahmen in den Ausbau der Infrastruktur und in die Förderung von kleinen und mittleren Unternehmen.
1976 gründete Lougheed den Alberta Heritage Fund, der seither einen Teil der Einnahmen aus der Erdölindustrie dazu verwendet, langfristige Investitionen in die wirtschaftliche Entwicklung der Provinz zu tätigen. Die Regierung förderte auch die Erschließung der reichen Ölsand-Vorkommen, insbesondere der Athabasca-Ölsande. Lougheed strebte auch danach, den Einfluss der Bundesregierung einzuschränken und die Autonomie der Provinzen auszuweiten. Insbesondere setzte er sich gegen das National Energy Program zur Wehr.
Darüber hinaus war in hohem Maße an der Revision der kanadischen Verfassung, dem Verfassungsgesetz von 1982, beteiligt. Unter anderem setzte er eine Bestimmung durch, die es den Provinzen erlaubt, bei einer drohenden Beschneidung ihrer Rechte neue Verfassungszusätze fünf Jahre lang nicht anwenden zu müssen. Lougheed unterstützte verschiedene Wohltätigkeitsorganisationen im Gesundheitsbereich und trug zur Finanzierung der Canadian Encyclopedia bei.

## Sonstige Tätigkeiten
Am 1. November 1985 trat Lougheed als Premierminister zurück, am 28. Februar 1986 gab er sein Parlamentsmandat auf. Er ging in die Privatwirtschaft und gehörte den Verwaltungsräten von mehr als 15 bedeutenden Unternehmen an, darunter Bechtel Canada, Canadian Pacific Limited, Royal Bank of Canada und Carlyle Group. Er war auch Berater der Regierung der Nordwest-Territorien und Ehrenvorsitzender des Organisationskomitees der Olympischen Winterspiele 1988.

## Auszeichnungen
Im Jahr 1987 erhielt Lougheed den Order of Canada, die höchste Auszeichnung des Landes. Von 1996 bis 2002 war er Kanzler der Queen’s University in Kingston (Ontario). 2001 wurde er in die Canadian Medical Hall of Fame aufgenommen. Nach ihm benannt sind der Peter Lougheed Provincial Park an der Grenze zu British Columbia und das Peter Lougheed Centre, ein Krankenhaus in Calgary. Außerdem wurde er 2002 in die American Academy of Arts and Sciences gewählt.